# 東信義
東 信義 （ひがしのぶよし、1938年 - ） は、 合気道 、 空手 、 柔道の 日系アメリカ人師範であり、国士流柔術の創始者。  彼は柔術では十段、柔道九段、 空手、合気道はそれぞれ七段。  彼の合気道のスタイルには、ナイフに対する防御術がある。  

## 私生活
1960年に国士舘大学の教員を務め、その後米国で交換教授を務めた。  彼は1976年にアメリカのトミキ合気道同盟を設立した。  彼はSUNYストーニーブルックの教授に就任。 彼の息子の東慎太郎は、柔道において世界クラスのライバルであり全国チャンピオンであった。  

## 武道
東はアメリカで柔道と合気道を教えるために渡辺と共に1964年に渡米し   ニューヨーク仏教教会の地下にある国士武道研究所を運営。 国士舘大学の分校で、1963年に開校しました。 彼は1965年に設立した国士流柔術創設者となる  。 

## 本とDVD
この学校はUSA柔道とTeam USAの登録校である。  
東は多くの本の著者であり、 Koryu Aikido （1999）、 Kokushi-Ryu Jujutsu （1995）、 Aikido：Tradition and New Tomiki Free Fighting Method （1989）、 Basic Judo （1984）、 Karate-Do （1983）など  さらに、彼は東信義教授-柔道のグラップリングシリーズ＃1 および＃2のDVDを執筆した。  